# Coppa dei Campioni 1983-1984 (pallamano maschile)
La Coppa dei Campioni 1983-1984 è stata la 24ª edizione del massimo torneo europeo di pallamano riservato alle squadre di club. È stata organizzata dall'International Handball Federation, la federazione internazionale di pallamano. La competizione è iniziata ad ottobre 1983  si è conclusa a maggio 1984.
Il torneo è stato vinto dalla compagine cecoslovacca dell'HC Dukla Praga per la 2ª volta nella sua storia.

## Risultati

### Primo turno
| Squadra 1             | Squadra 2            | Andata                  | Ritorno                   | Totale        |
| --------------------- | -------------------- | ----------------------- | ------------------------- | ------------- |
| THW Kiel              | East Kilbrade        | Kiel, 30 settembre 1983 | Kiel, 2 ottobre 1983      | 87 - 14       |
| THW Kiel              | East Kilbrade        | 43 - 8                  | 44 - 6                    | 87 - 14       |
| BK Aarhus             | BK-46 Karis          | Aarhus                  | Karis                     | 54 - 57       |
| BK Aarhus             | BK-46 Karis          | 29 - 31                 | 25 - 26                   | 54 - 57       |
| SL Benfica            | ATSE Graz            | Lisbona                 | Graz                      | 45 - 54       |
| SL Benfica            | ATSE Graz            | 20 - 29                 | 25 - 25                   | 45 - 54       |
| Bakasi Istanbul       | CSKA Sofia           | Istanbul                | Sofia                     | n.d.          |
| Bakasi Istanbul       | CSKA Sofia           | n.d.                    | n.d.                      | n.d.          |
| Oslo-Studentenes IL   | Vikingur             | Oslo                    | Reykjavík, 2 ottobre 1983 | 39 - 39 (gfc) |
| Oslo-Studentenes IL   | Vikingur             | 20 - 18                 | 19 - 21                   | 39 - 39 (gfc) |
| Union sportive d'Ivry | Sporting Neerpelt    | Ivry-sur-Seine          | Neerpelt                  | 35 - 40       |
| Union sportive d'Ivry | Sporting Neerpelt    | 19 - 23                 | 16 - 17                   | 35 - 40       |
| Ionikos Atene         | Hapoel Rehovot       | Atene                   | Rehovot                   | 38 - 43       |
| Ionikos Atene         | Hapoel Rehovot       | 21 - 22                 | 17 - 21                   | 38 - 43       |
| Pallamano Trieste     | TV Zofingen          | Trieste                 | Zofingen                  | 40 - 48       |
| Pallamano Trieste     | TV Zofingen          | 20 - 22                 | 20 - 26                   | 40 - 48       |
| HB Eschois Fola       | Vlug en Lenig Geleen | Esch-sur-Alzette        | Sittard-Geleen            | 21 - 44       |
| HB Eschois Fola       | Vlug en Lenig Geleen | 9 - 24                  | 12 - 20                   | 21 - 44       |

### Ottavi di finale
| Squadra 1            | Squadra 2           | Andata                     | Ritorno                | Totale  |
| -------------------- | ------------------- | -------------------------- | ---------------------- | ------- |
| IK Heim              | RK Metaloplastika   | Göteborg                   | Šabac                  | n.d.    |
| IK Heim              | RK Metaloplastika   | n.d.                       | n.d.                   | n.d.    |
| BK-46 Karis          | THW Kiel            | Karis, 12 novembre 1983    | Kiel, 19 novembre 1983 | 48 - 60 |
| BK-46 Karis          | THW Kiel            | 24 - 31                    | 24 - 29                | 48 - 60 |
| ATSE Graz            | Budapest Honvéd FC  | Graz                       | Budapest               | 43 - 57 |
| ATSE Graz            | Budapest Honvéd FC  | 23 - 27                    | 20 - 30                | 43 - 57 |
| CSKA Sofia           | Anilana Łódź        | Sofia                      | Łódź                   | 44 - 53 |
| CSKA Sofia           | Anilana Łódź        | 19 - 24                    | 25 - 29                | 44 - 53 |
| Sporting Neerpelt    | Oslo-Studentenes IL | Neerpelt, 16 novembre 1983 | Oslo                   | 31 - 37 |
| Sporting Neerpelt    | Oslo-Studentenes IL | 20 - 15                    | 11 - 22                | 31 - 37 |
| BM Atletico Madrid   | VfL Gummersbach     | Madrid                     | Gummersbach            | 29 - 35 |
| BM Atletico Madrid   | VfL Gummersbach     | 11 - 16                    | 18 - 19                | 29 - 35 |
| Hapoel Rehovot       | TV Zofingen         | Rehovot                    | Zofingen               | 43 - 45 |
| Hapoel Rehovot       | TV Zofingen         | 24 - 25                    | 19 - 20                | 43 - 45 |
| Vlug en Lenig Geleen | HC Dukla Praga      | Sittard-Geleen             | Praga                  | 38 - 56 |
| Vlug en Lenig Geleen | HC Dukla Praga      | 20 - 23                    | 18 - 33                | 38 - 56 |

### Quarti di finale
| Squadra 1       | Squadra 2           | Andata               | Ritorno                | Totale  |
| --------------- | ------------------- | -------------------- | ---------------------- | ------- |
| THW Kiel        | RK Metaloplastika   | Kiel, 7 gennaio 1984 | Šabac, 14 gennaio 1984 | 43 - 48 |
| THW Kiel        | RK Metaloplastika   | 20 - 22              | 23 - 26                | 43 - 48 |
| Anilana Łódź    | Budapest Honvéd FC  | Łódź                 | Budapest               | 49 - 50 |
| Anilana Łódź    | Budapest Honvéd FC  | 28 - 22              | 21 - 28                | 49 - 50 |
| VfL Gummersbach | Oslo-Studentenes IL | Gummersbach          | Oslo                   | 43 - 32 |
| VfL Gummersbach | Oslo-Studentenes IL | 24 - 14              | 19 - 18                | 43 - 32 |
| TV Zofingen     | HC Dukla Praga      | Zofingen             | Praga                  | 38 - 43 |
| TV Zofingen     | HC Dukla Praga      | 23 - 25              | 15 - 18                | 38 - 43 |

### Semifinali
| Squadra 1         | Squadra 2          | Andata      | Ritorno  | Totale  |
| ----------------- | ------------------ | ----------- | -------- | ------- |
| VfL Gummersbach   | HC Dukla Praga     | Gummersbach | Praga    | 31 - 32 |
| VfL Gummersbach   | HC Dukla Praga     | 14 - 14     | 17 - 18  | 31 - 32 |
| RK Metaloplastika | Budapest Honvéd FC | Šabac       | Budapest | 54 - 41 |
| RK Metaloplastika | Budapest Honvéd FC | 30 - 21     | 24 - 20  | 54 - 41 |

### Finale
| Squadra 1      | Squadra 2         | Andata  | Ritorno | Totale            |
| -------------- | ----------------- | ------- | ------- | ----------------- |
| HC Dukla Praga | RK Metaloplastika | Praga   | Šabac   | 38 - 38 (4-2 dtr) |
| HC Dukla Praga | RK Metaloplastika | 21 - 17 | 17 - 21 | 38 - 38 (4-2 dtr) |

## Campioni
| Vincitore della Coppa dei Campioni 1983-1984 |
| -------------------------------------------- |
| HC Dukla Praga 2º titolo                     |